# Cariatide

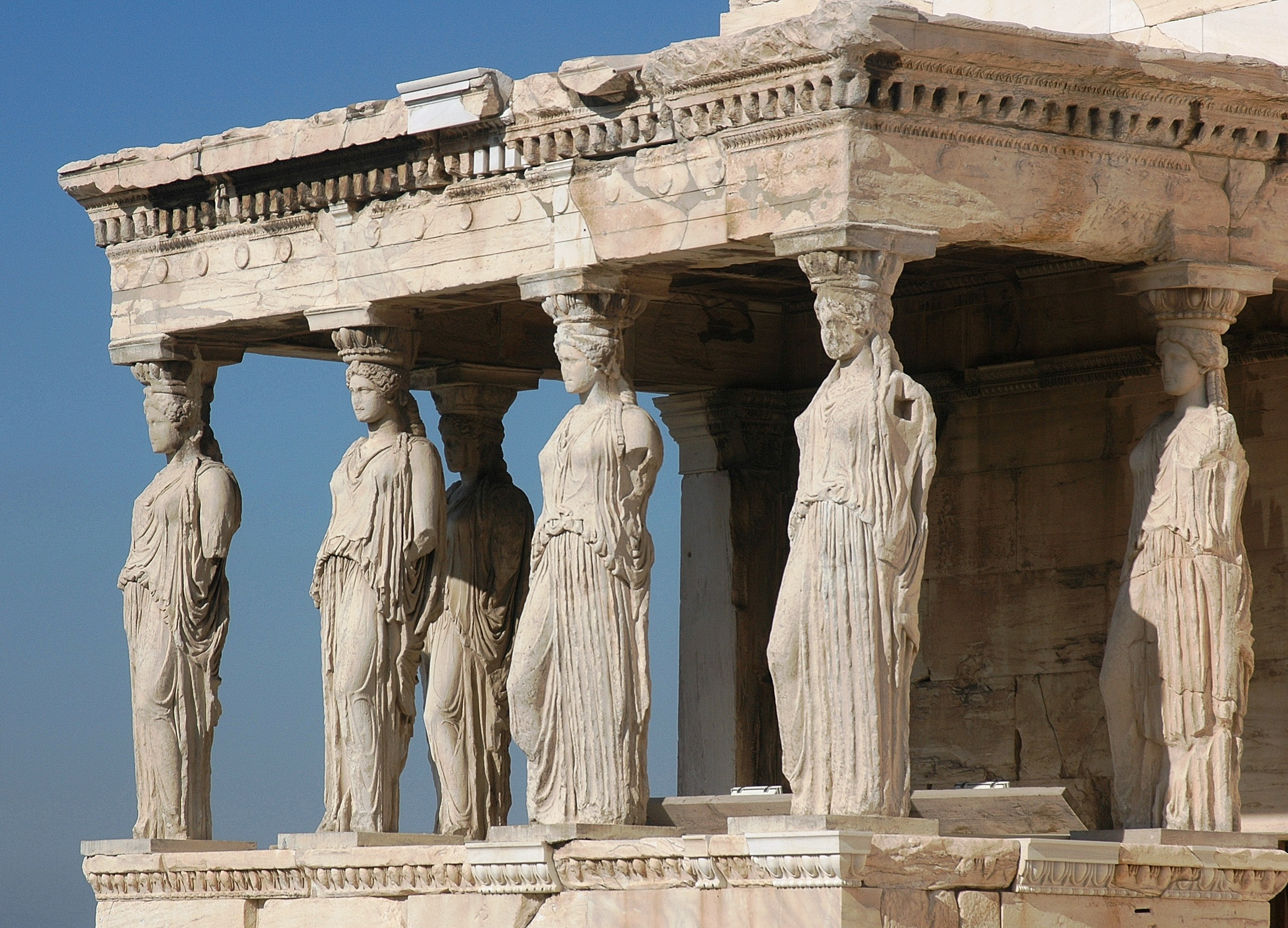
Il portichetto delle cariatidi nell'Eretteo sull'acropoli di Atene

La cariatide è una scultura utilizzata come colonna (ma anche lesena o parasta), che rappresenta una figura femminile. Le figure maschili con la stessa funzione prendono invece il nome di telamone o atlante. Nel caso la figura femminile porti sul capo una cesta è detta anche canèfora.

## Storia e funzione
Secondo l'architetto romano Vitruvio, che ne parla già all'inizio del primo libro del suo De Architectura, il nome (karyatis) significherebbe "donna di Karyes": le donne di quella città del Peloponneso sarebbero infatti state rese schiave dagli Ateniesi, pur mantenendo le loro vesti e attributi matronali, dopo la sconfitta e la distruzione della loro patria, come punizione per l'appoggio fornito ai Persiani. In seguito gli architetti greci le avrebbero raffigurate come sorreggenti il peso della loggia dell'Eretteo, per tramandare il ricordo dell'evento.
La spiegazione di Vitruvio va tuttavia correlata con le realizzazioni antecedenti alle guerre tra Greci e Persiani, che si svolsero all'inizio del V secolo a.C.. L'architettura greca le aveva infatti già raffigurate nel secolo precedente (tesoro dei Sifni nel santuario di Apollo a Delfi). In occidente le più antiche sono quelle rinvenute in Sicilia nell’antica città di Iaitas sul Monte Jato e risalgono al V secolo a.C. Le stesse celeberrime cariatidi dell'Eretteo, sull'Acropoli di Atene, a cui probabilmente Vitruvio aveva pensato, non sembrano tradire la fatica derivante dal reggere il peso ma sembrano piuttosto rappresentare delle imperturbabili korai. Il loro nome deriva forse invece da quello delle fanciulle danzanti della città di Karya, famosa per i suoi cori annuali .

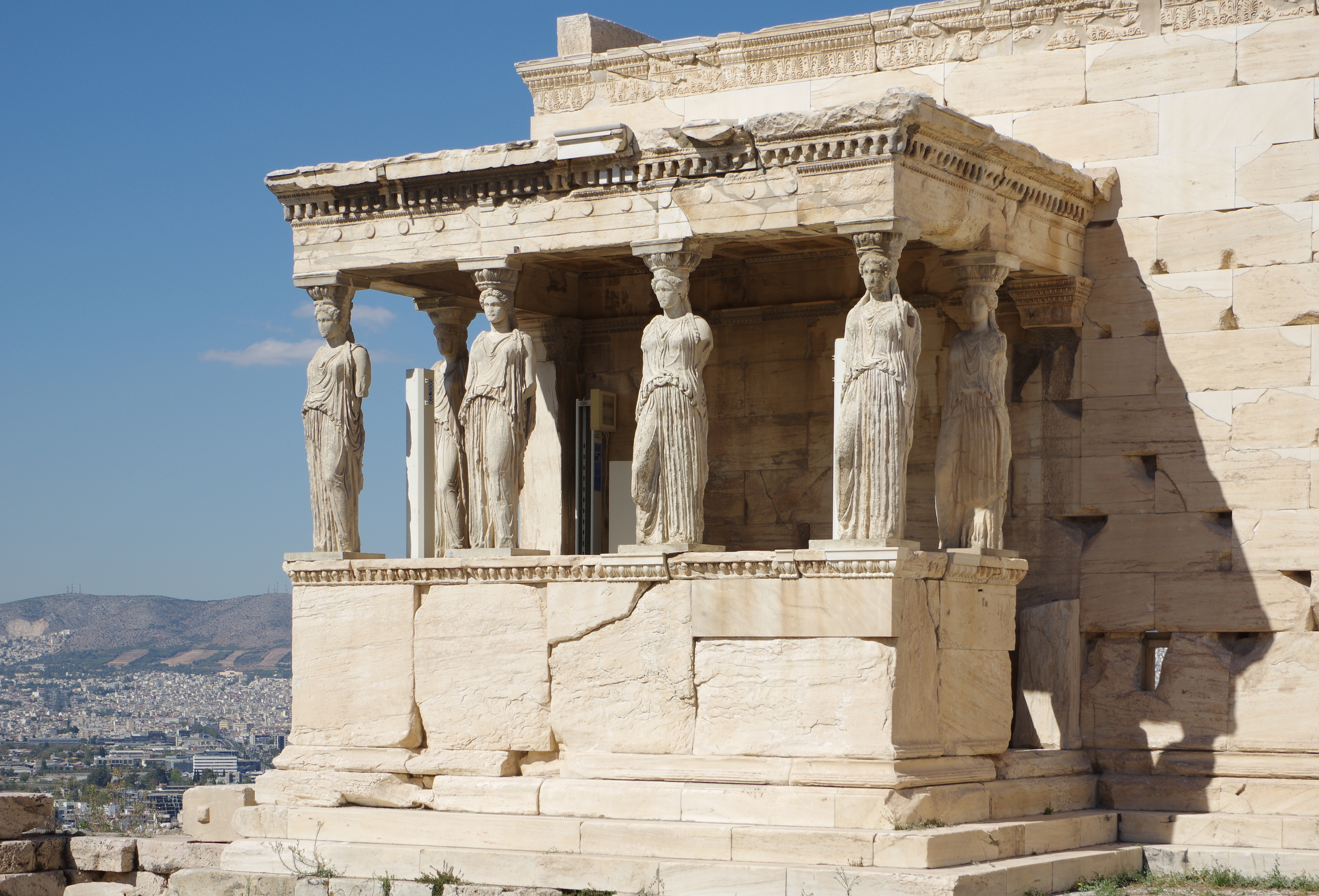
Un'altra inquadratura delle cariatidi dell'Eretteo

Le cariatidi dell'Eretteo vennero in seguito copiate sull'attico dei portici del Foro di Augusto a Roma e da qui di nuovo imitate, ma come rilievi, per la decorazione del foro provinciale di Mérida, in Spagna (Augusta Emerita, capitale della provincia romana di Lusitania). Copie delle cariatidi dell'Eretteo furono ancora utilizzate per la decorazione del Canopo a Villa Adriana. Le fonti riportano anche la presenza di cariatidi nel primo Pantheon augusteo.
Nell'arte romanica la frequente applicazione della figura umana alla decorazione architettonica produce alcuni esempi di figure utilizzate come sostegni (ad esempio "capitello delle tre cariatidi" all'esterno del Duomo di Modena). In epoca rinascimentale il motivo viene nuovamente ripreso insieme a molti altri elementi decorativi di origine classica. Un esempio si trova nel ninfeo eseguito da Bartolomeo Ammannati per Villa Giulia a Roma, residenza estiva del papa Giulio III.
La ricerca di una sovrabbondanza decorativa ne favorì l'uso durante il Seicento e il Settecento (un esempio nella facciata della Casa degli Omenoni e un altro nel cortile di Palazzo Marino a Milano), e il motivo fu ampiamente utilizzato anche in ambito neoclassico.